# 카를 무크

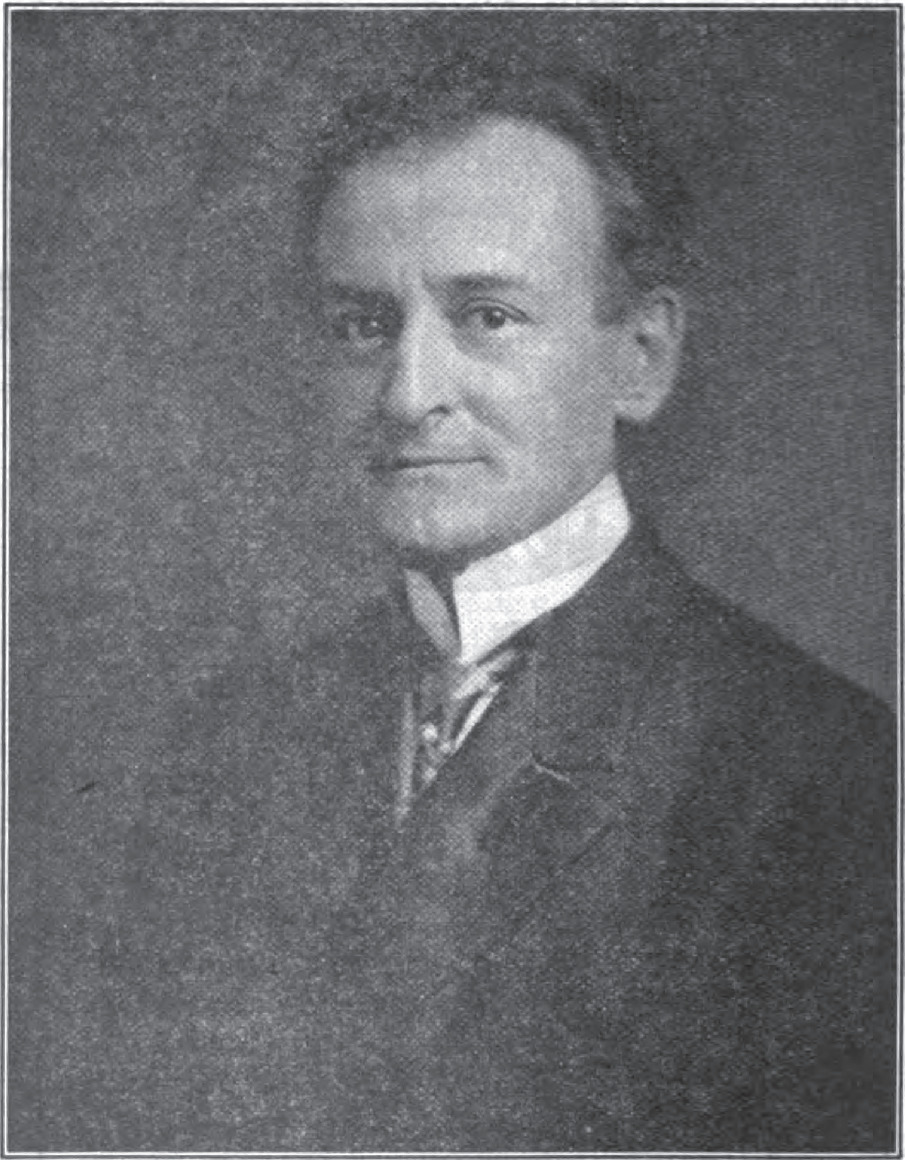
칼 무크.

칼 무크(Karl Muck, 1859년 10월 22일-1940년 3월 3일)는 독일의 지휘자였다.
독일 헤센주 다름슈타트에서 태어났다. 1892년부터는 베를린의 로얄 오페라에서 지휘했으며, 1912년에는 보스턴 교향악단의 상임 지휘자가 되었다.
독일의 슈투트가르트에서 사망했다.